# Fuscher Ache
Die Fuscher Ache ist ein rechter Nebenfluss der Salzach im Unterpinzgau und entsteht unterhalb des Fuscher Törls auf einer Seehöhe von knapp 1300 Metern aus dem Zusammenfluss der beiden Bäche Käfertalbach und Traunerbach, um wenig später von links den Boggeneibach aufzunehmen. Der Käfertalbach wiederum nimmt oberhalb einer Steilstufe den Fuscherkarkopfbach von links und den Sinnewelleckbach von rechts auf.
Die Fuscher Ache fließt von Süd nach Nord durch das gleichnamige Tal und passiert dabei den kleinen Ort Fusch an der Großglocknerstraße. Sie dient dem Ort einerseits als Trinkwasserreservoir, andererseits zeichnet sich das Wasser der Fuscher Ache durch höchste Wassergüte aus. Sie ist reich an Fischen wie Urforelle, Äsche und Saibling. Nach ca. 28 km mündet sie bei Krössenbach, einem Ortsteil von Bruck an der Großglocknerstraße, in die Salzach ein.

## Name
Die erste schriftliche Nennung des Flusses war um das Jahr 963 als Uusca. Der Name leitet sich wohl vom lateinischen Wort fuscus für 'dunkel, schwärzlich' ab. Denkbar wäre jedoch auch eine germanische Herleitung in Zusammenhang mit dem altnordischen Wort fauskr für 'morsches Holz, verwitterter, fauler Baum'.

## Nebenbäche
Die Fuscher Ache hat ein Einzugsgebiet von 162,5 Quadratkilometern. Die größten Zuflüsse sind:

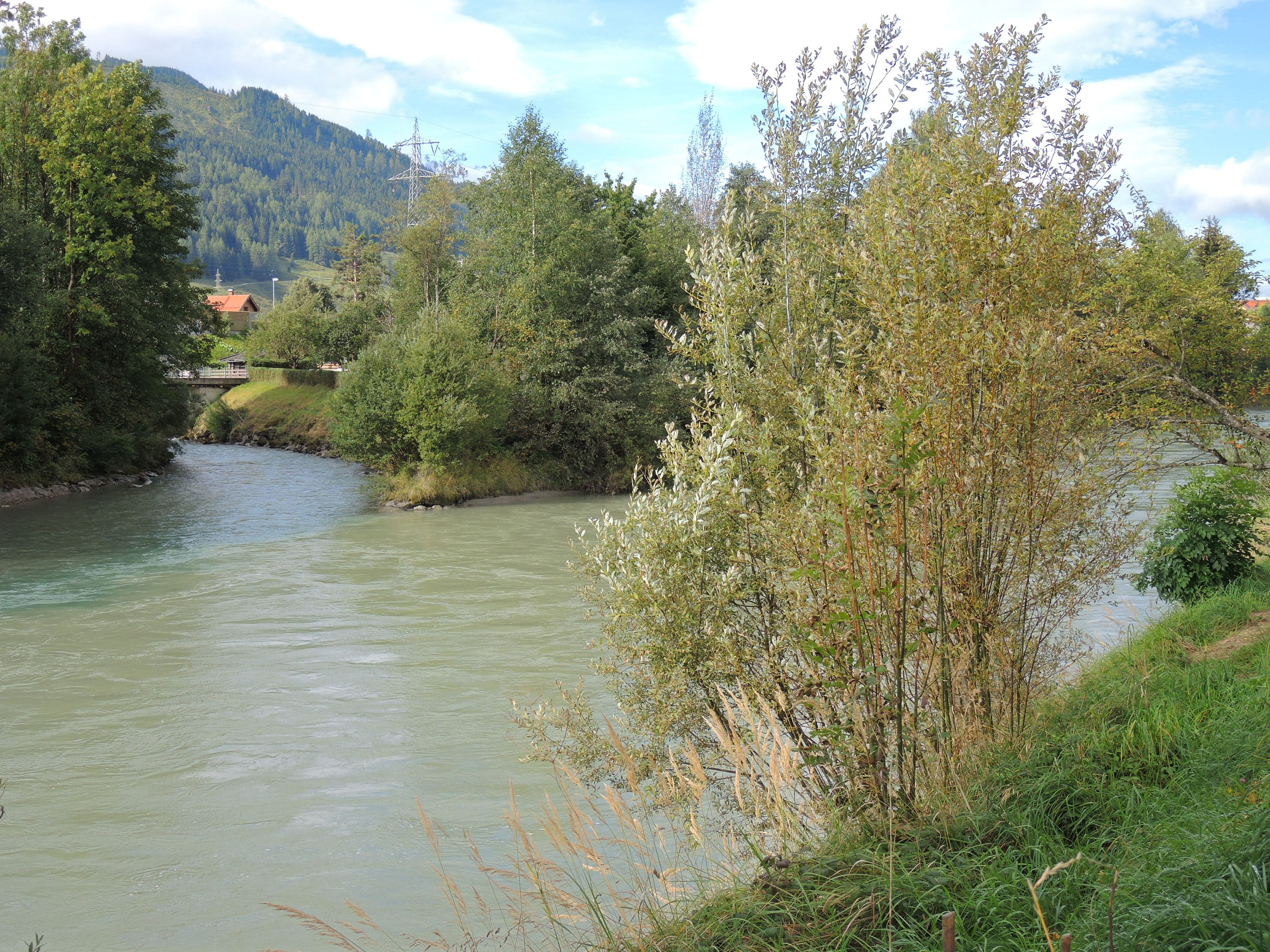
Einmündung in die Salzach

| Name                        | Mündungsseite | Mündungsort   | Einzugsgebiet in km² |
| --------------------------- | ------------- | ------------- | -------------------- |
| Käferbach                   | Quellfluss    |               | 12,6                 |
| Pfandlbach                  | Quellfluss    |               | 03,2                 |
| Traunerbach                 | Quellfluss    |               | 05,3                 |
| Naßfeldbach                 | rechts        |               | 01,0                 |
| Judenbach                   | links         | Rotmoos       | 04,3                 |
| Bockeneibach (Boggeneibach) | links         | Grundalm      | 05,0                 |
| Walcher Bach                | links         | Judenbichlalm | 07,7                 |
| Weichselbach                | rechts        | Embachbauer   | 18,4                 |
| Schmalzgrubenbach           | links         |               | 05,7                 |
| Hirzbach                    | links         | Fusch         | 16,1                 |
| Sulzbach                    | rechts        | Sulzbach      | 13,9                 |
| Wachtbergbach               | links         | Judendorf     | 03,9                 |